# Aéroport Bergerac Dordogne Périgord
 Luchthaven Bergerac Dordogne Périgord (Frans: Aéroport Bergerac Dordogne Périgord) is een luchthaven op ongeveer 3,5 km zuidoostelijk van het centrum van de Franse stad Bergerac in de Dordogne. Ze wordt uitgebaat door de Chambre de commerce et d'industrie de la Dordogne (CCID), de kamer van koophandel en industrie van de Dordogne. Ze staat ook bekend als Aéroport Bergerac-Roumanière. Ze heeft een verharde landingsbaan van ongeveer 2,2 km lengte. Parallel daarmee is er een korte grasbaan voor sportvliegtuigen.

## Geschiedenis
In 1939 richtte de Aeroclub van de Dordogne een vliegveld in met een grasbaan in Roumanière. In 1968 werd de landingsbaan aangelegd en in 1969 begon men met commerciële vluchten naar Parijs. Vanaf maart 2002 vloog Buzz een dagelijkse vlucht naar luchthaven Londen Stansted. Het aantal bestemmingen is sindsdien verder gestegen, vooral naar Groot-Brittannië en de Benelux. In 2009 werd een nieuwe terminal in gebruik genomen, die tot 400.000 passagiers per jaar kan verwerken.

## Tegenwoordig
In 2018 (winterseizoen) zijn er verschillende luchtvaartmaatschappijen die deze luchthaven aan doen.
Ryanair: London Stansted
Flybe: Southampton
Transavia: Rotterdam